# 中国工农红军
中国工农红军，简称红军、中国红军，是第一次国共内战期间由中国共产党所领导的武装力量。隨着1937年抗日战争爆发，中國工農紅軍被改編為國民革命軍，由重慶國民政府軍事委員會統一調度八路軍和新四軍。红军部队的组建，通常来源于中国共产党在各地和国民革命军中发动的起义、兵变。红军是中国人民解放军的前身，於1955年被授予将帅军衔的解放军高级将领绝大部分出身于红军部队。

## 名稱
中国工农红军在秋收起义至1928年5月稱爲中國工農革命軍，该名称出自八七会议的决定。
1927年12月11日广州起义，虽首次打出“工农红军”的旗帜，但由于广州起义失败，实际存在也就短短几天时间，其部队后又整编成为“中国工农革命军”第四师。
1928年4月底，朱德、陈毅率领南昌起义保留下来的部队和湘南起义农军到达井冈山，与毛泽东领导的秋收起义部队会师，合编为中国工农革命军第四军。
根据1928年7月3日出版的《中央政治通讯》第三十期中“中央通告第51号文件”明确：在割据区域所建立之军队，可正式定名为红军，取消以前工农革命〈军〉的名义，惟在暴动各县有工农革命独立团的，仍可听其存在。1928年5月25日《中央通告第五十一号——军事工作大纲》指出：“为保障暴动的胜利与扩大，建立红军已为目前的要义。”为此，大纲明确规定：“割据区域所建立之军队，可正式定名为红军，取消以前工农革命军的名义。”（来源于苏联红军的正式名称工农红军（Рабо́че-крестья́нская Кра́сная а́рмия））。國民政府先後稱其為「匪軍」和「共軍」。中共中央1928年6月4日致朱德、毛泽东并前委信第四点写：“关于你们的军队，你们可以正式改成红军”。毛泽东、朱德领导的中国工农革命军第四军，根据1928年6月4日中央致朱德、毛泽东并前委信的要求，把中国工农革命军第四军改称为中国红军第四军（简称红四军）。此后至1930年6月，中共中央给红四军的指示，以及红四军给中央的报告，均是以“红军第四军”的称谓。1930年6月10日中共广东省委至东江特委信写：“全东江可调动有武装的赤卫队编成三师，成为中国红军第十一军，纵队大队分队名义取消”。“中国工农红军”最早出现在1930年5月中旬在上海召开全国苏维埃区域代表大会时单独举行红军代表会议，首次提出红军统一编制问题让与会代表讨论，中共中央为统一红军编制颁发了《中华苏维埃共和国军制草案》《中国工农红军编制草案》《中国工农红军政治工作暂行条例草案》《中国工农红军纪律条例草案》《政治工作暂行条例草案》，把红军正式称“中国工农红军”并颁布了军旗，确定了军徽。

## 历史

### 南昌起义和井冈山会师

中国工农红军军旗（1928年－1930年）

1927年8月1日，在中国共产党的领导下，爆发了南昌起义。1928年4月，朱德领导的南昌起义的队伍到达井冈山，与毛泽东领导的秋收起义的队伍在井冈山上会师，组成中国工农革命军第四军。1928年5月25日，中共决定将工农革命军定名“红军”，即中国工农红军第四军。

### 军阀混战时期
1929年前，正规的红军建设并不被中央特别重视。中央对各地陆续建立的主力红军只有原则上的指导，而缺乏统一的规划、整编和指挥。这些武装大多由省委一级或特委一级的党组织自行规划和指挥。
1929年6月25日－30日中共六届二中全会提高了对红军重要性的认识，将“分开以深入发动农民群众”的策略改变为“集中游击以发动群众”的策略。
1930年2月，中央军事部首次向中央提出将全国红军编为8个军：“鄂东北、豫东南的原三十一、三十二师为第一军，贺龙为第二军，赣西南之二、三、四团为第三军，朱毛为第四军，彭德怀部为第五军，鄂西原周逸群部为第六军，广西为第七军，阳新、大冶之红军及此次由独立十五旅兵士叛变过来的为第八军。”4月10日，中央决定将东江红军编为红十一军，闽西红军编为红十二军。
1930年3月，各地红军有62,700多人，编为13个军，分布在南方8省127个县。毛泽东把当时的根据地和红军分成“朱毛式、贺龙式、李文林式、方志敏式”四种类型。
1930年4月3日中央专门发布了关于全国红军指挥问题的通知，明确了红军与中央及地方党组织的关系：“以后各地已组织的正式红军，一切指挥权完全统一于中央军委。”“各省省委以至特委必须更密切地与当地的红军发生很密切的经常的横的关系相互帮助。”1930年7月21日中央通知：“各地红军成立军的名义，除必须有相当的基础，先报告中央，由中央审查批准后，才能挂出军的名义，及至军成立之后，则上级的指挥管理均归中央军委指挥，地方只与发生横向关系。”1930年9月下旬中共六届三中全会决定红军的统一指挥权移交给中央革命军事委员会与各苏区中央局：“革命军事委员会有全权指挥所属的红军与一切武装力量，只有其上级政府与党的苏区中央局或特区委员会可以变更其决定。地方政府与地方党部均无权干涉。”随后陆续成立苏区中央局、湘鄂西中央分局和鄂豫皖中央分局。
1930年5月在上海召开第一次全国红军代表会议时，中央提出了14个军的整编规划，新增红九、十、十三和十四军。9月底，中央又将14个军调整为12个军，红九、十三、十四军番号取消，红十军的番号改授给赣东北红军，红十二军改为红二十军，新增了红十六军。

### 反围剿

1931年式中国工农红军军旗：步兵旗、骑兵旗、炮兵旗、工兵旗、辎重兵旗、医护兵旗（从左至右）

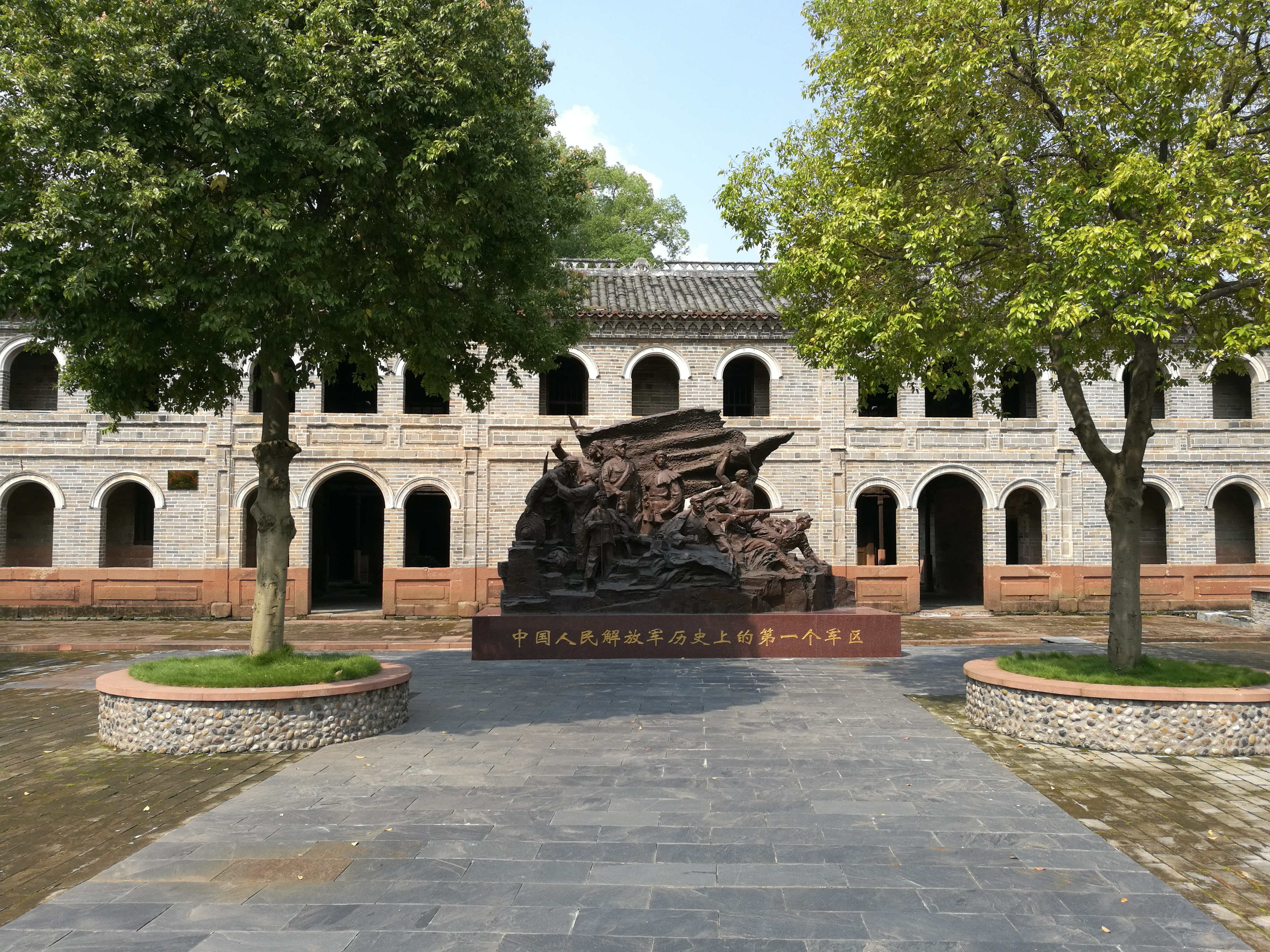
中国工农红军江西军区旧址

1930年7月红军进攻长沙后，令国民党痛惜不已：“故此后赤匪之屡犯重要城邑者，实因犯长之得手，而国人对于赤匪共起注意者，亦自长沙被陷始。”从1930年10月到1934年10月，国民党先后发动了五次围剿红军和根据地的军事行动，中国工农红军进行了五次反围剿的斗争，前四次反围剿取得胜利；到1933年秋，全国红军发展到30万人；后1934年第五次反围剿失败，红军受到很大损失。

### 长征
1934年10月，由于第五次反围剿失败，中国工农红军第一方面军主力被迫撤退，史称“长征”，但是当时執政國民政府的国民党則称其为“流窜”。1935年1月遵义会议后，红军在毛泽东的领导下，摆脱政府军的围截；9月，在甘南哈达铺得知陕北红军活动的毛泽东，最终将陕甘根据地定为长征目的地。
1936年2月红军东渡黄河，在东征战役与晋绥军作战，5月返回陕西，抵达陕北的红一方面军将陕甘根据地扩展为陕甘宁根据地。10月，红军三大主力（红一方面军、红二方面军、红四方面军）在甘肃会宁会师，保存了力量约3万人。
会师之后，出于打通对苏联的国际交通线的战略部署，红四方面军部分主力（约一半）加上红一方面军红五军团组成“西路军”，约两万人，在虎豹口度过黄河之后，向甘肃河西地区前进，不久失败，全军仅剩四百余人，在李先念等人的带领下，到达新疆省星星峡，被新疆军阀盛世才缴械。

### 改编为八路军和新四军
抗日战争爆发后，迎来了第二次国共合作时期。1937年8月25日，中国工农红军改编为国民革命军第八路军（简称八路军），红一方面军改编为第115师，红二方面军为第120师，红四方面军为第129师。 第五次反围剿失败后留守南方的红军部队和南方八省游击队改编为国民革命军新编第四军。中国工农红军番号即从1937年改编成八路军与新四军后撤销，但是并不代表红军就此消失。仍有几支红军游击队改编较晚，甚至有拒绝改编的。

中国工农红军军旗（1934年—1937年）

## 编制

### 红一方面军
1930年8月，红一、三军团在浏阳永和市会师，成立了第一方面军。由於該軍團負責中央蘇區的軍事安全，也稱中央紅軍。兵力最高達24個軍共7万余人。总司令朱德，总政治委员毛泽东。1932年6月改稱紅一方面軍。

### 红二方面军

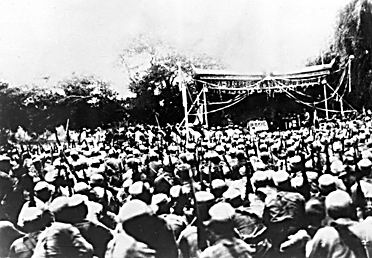
工农红军山东纵队第五支队

1936年5月，红二、六军团在战略转移途中，奉中央命令，组成红二方面军，并将红三十二军（一方面军）编入二方面军。总指挥贺龙，副总指挥萧克，政治委员任弼时，副政治委员关向应。 共1万余人。

### 红四方面军
红四方面军，与红一方面军和红二方面军并称为中国工农红军三大主力部队之一。
红四方面军以鄂豫皖苏区部队为主力组成，1931年11月7日于湖北黄安七里坪成立，总指挥徐向前、政治委员陈昌浩、政治部主任刘士奇，下辖红四军（军领导由方面军总部兼任）和红二十五军（军长旷继勋、政治委员王平章），总兵力共3万余人，时为中国共产党控制下仅次于中央红军的军事力量。红四方面军的实际领导权由张国焘控制。不久，又建立红九军。红四方面军共有六个师。

1932年7月开始，中华民国政府军以30万人的兵力，对鄂豫皖苏区发起围剿，这是第四次反围剿战争的一部分。10月12日，迫于政府军的强大压力，红四方面军决定放弃鄂豫皖苏区，除留下红七十四师和红七十五师及各独立部队编成红二十五军由沈泽民负责坚持游击战之外，军部和主力红十师、红十一师、红十二师和红七十三师转战陕西南部，取消各军番号，12月在陕西和四川边界创建川陕苏区。

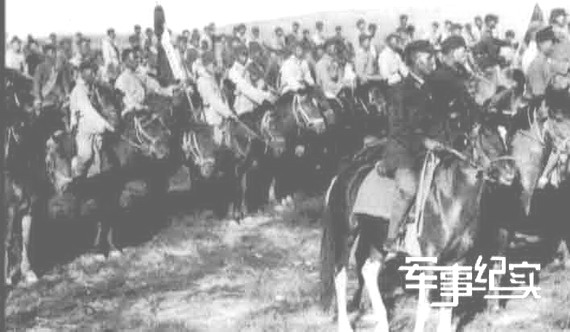
工农红军騎兵隊

1933年7月，红四方面军击败川军的三路围攻，力量迅速发展，遂将所辖四个师升格为军，依次改编为红四军、红九军（军长何畏、政治委员詹才芳、副军长许世友、参谋长王学礼、政治部主任王新亭）、红三十军（军长余天云、政治委员李先念）和红三十一军（军长王树声、政治委员张广才），又将川东游击队改编为红三十三军（军长王维舟、政治委员杨克明、副军长罗南辉），共辖5个军，总兵力达8万人。
1935年3月，红四方面军奉命退出川陕苏区，开始长征。6月，在四川懋功与红一方面军会师。8月，两军混编共同北上，红四方面军主力和中共中央军委为左路军。不久，张国焘率左路军穿过松潘草地到达阿坝后，拒绝继续北上，南下再过草地，希望能在西康创建根据地，但屡遭挫折，部队损失严重。
1936年7月初，红二军团和红六军团与红四方面军在四川省甘孜会师，二、六军团旋即组成红二方面军，与红四方面军共同北上。10月22日，红一、二、四方面军在甘肃省会宁会师。随后，根据中共中央军委的命令，红四方面军总指挥部率红五军、红九军、红三十军和骑兵师奉命西渡黄河后，11月8日改称西路军，致力于打通前往苏联的通道，但因受马家军阻截，加之后无援军，全军覆灭。余部分为两部，一部分436人由李先念率领进入新疆省，被当地军阀盛世才缴械，后编为红军特种大队，另一部分各自突围后分批回到延安。
1937年8月，剩余红四方面军部队和红二十九军等整编为國民革命軍第八路军第一二九师，投入抗日战争。

## 组织
中国工农红军的总司令自始至终都是朱德，总政委先后是周恩来、张国焘和毛泽东。总政委具有重大事务的最后决定权。中国工农红军总部和红军的三个方面军接受中共中央革命军事委员会的领导，中国共产党通过中央军委及有关中央局、中央分局（这是中共中央在苏区的派遣机构）指挥红军，但紧急时刻中央政治局也可以直接指挥红军。除了三个野战军性质的方面军，各个根据地还有军区组织。负责领导红军游击队和独立师团，配合野战军作战。红军各级组织均实行政治工作制度。团以下设指导员，团及以上设政委。理论上政委权力大于同级军事指挥，但在实际战斗中主要仍由军事主官具体指挥。
红军一般使用游击战战术，规模较大的正规红军也采用运动战和阵地战。红军作战的主要对象是蒋中正领导的国民革命军，也包括一些地方军阀。红军和敌人作战的基本样式，初期是反会剿、后期是反围剿。反会剿和反围剿是在根据地内线作战，一般得到根据地人民的广泛支持。在反围剿的间隙，红军也采取主动出击的战略，以便扩大根据地，筹集物资。
按毛泽东的总结，红军不但是战斗队，也是宣传队、工作队、生产队。红军要承担发动群众、建设革命根据地的职能，特别是军队的政工人员还要负责指导地方党政工作，这通过党政军的联席会议或前敌委员会来实施。
在中国共产党领导下，全国先后建立了军级番号的红军部队有35个（若算上先后授予同一个番号的军级部队，这个数字更大），分布在全国各地，但主要集中在中国南方。直到1936年，中国工农红军主力部队才全部集中中国北方的陕甘宁边区，但此时南方八省仍有为数上万人的红军游击队分散活动。

## 沿革
- 中国工农红军沿革路线图[4][5][6][7][8][9][10][11][12][13]